# Stefano Dionisi
Stefano Dionisi (* 1. Oktober 1966 in Rom) ist ein italienischer Schauspieler.
Bekannt wurde er mit der Titelrolle der Künstlerbiographie Farinelli. 
In Deutschland war er 1999 als „András“ neben Erika Marozsán, Ben Becker und Joachim Król Protagonist des Melodrams Ein Lied von Liebe und Tod (Gloomy Sunday). 
Als Schurke und Gegenspieler von Pierre Richard spielte er in der deutsch-französischen Koproduktion Das Findelkind den „Grafen Georg von Strauberg“. Im Film Leise Schatten spielte er die Rolle von „Paul“ an der Seite von Ann-Gisel Glass. Im Film Erklärt Pereira spielte er zusammen mit Marcello Mastroianni.

## Filmografie (Auswahl)
- 1990: Il segreto
- 1991: Leise Schatten
- 1994: Die Bibel – Josef (Joseph)
- 1995: Farinelli (Farinelli voce regina)
- 1995: Erklärt Pereira (Sostiene Pereira)
- 1996: Atempause (La tregua)
- 1996: Bambola
- 1997: Mut zur Liebe (Correre incontro)
- 1998: Loss of Sexual Innocence (The Loss of Sexual Innocence)
- 1999: Das Liebesdrama von Venedig (Les Enfants du siècle)
- 1999: Ein Lied von Liebe und Tod – Gloomy Sunday
- 2000: Das Findelkind (Sans famille)
- 2001: Sleepless (Nonhosonno)
- 2002: Ginostra
- 2014: Furore (Fernseh-Miniserie)
- 2018: Meine geniale Freundin, (L’amica geniale), Staffel IV, (Franco Mari)
- 2019: La compagnia del cigno (Fernsehserie, 3 Folgen)
- 2021: Tre piani
- 2025: Fuori